# Цытович, Алексей Васильевич
Алексей Васильевич Цытович (17 февраля (1 марта) 1875 — 25 января 1943) — русский военачальник, генерал-майор (1920), участник Русско-японской, Первой мировой и Гражданской войн. Во время Гражданской войны исполнял обязанность генерал-квартирмейстера Иркутского военного округа.

## Биография
В 1893 году окончил Сибирский кадетский корпус. В 1896 году закончил Павловское военное училище и Константиновское артиллерийское училище с отличием по 1-му разряду.
С  1896 года подпоручик Забайкальского артиллерийского дивизиона. В 1897 году произведён в поручики. Участвовал в подавлении Боксёрского восстания в Китае, в 1900 году вместе с пулемётной командой посольский квартал в Пекине.
С  1902 года служил в 7-м Восточно-сибирском стрелковом артиллерийском дивизионе. Участвовал в русско-японской войне. Командовал Вылазочной батареей, участник обороны Порт-Артура. В 1904 году за отличие произведён в штабс-капитаны. За отвагу был награждён орденами: Святого Владимира 4 степени с мечами и бантом, Святой Анны 4 степени с надписью «За храбрость», 3-й и 2-й степени с мечами, Святого Станислава 3-й и 2-й степени с мечами. После сдачи крепости находился в японском плену.
В 1906 году произведён в капитаны. С 1906 года назначался старшим офицером Самаркандской 6-й артиллерийской батареи, командиром 15-й Восточно-Сибирской горной батареи
Участвовал в Первой мировой войне, командовал батареей 1-й Сибирской стрелковой артиллерийской бригады. В 1915 году произведён в подполковники.
5 мая 1915 года  за героизм награждён Георгиевским оружием:
за то, что в бою 5-го и 6-го октября 1914 года был выдвинут вперёд с полубатареей и, находясь на наблюдательном пункте в сфере ружейного неприятельского огня у д. Мочидило, с полным мужеством и хладнокровием вёл огонь, выбил немцев из окопови этим способствовал продвижению нашей пехоты вперёд.
В 1917 году был начальником полигона в Иркутске. Участник Гражданской войны, на стороне Белого движения. В 1918 году произведён в полковники, в 1920 году в генерал-майор. Исполнял должность генерал-квартирмейстера Иркутского военного округа.
После поражения Белого дела эмигрировал в Маньчжурию. Жил в Харбине, с 1941 года в Шанхае. В эмиграции был членом Союза русских военных инвалидов в Шанхае.
Умер 25 января 1943 года от продолжительной болезни. Похоронен в Шанхае на кладбище Ханьчжоу.

## Награды
- Орден Святого Станислава 3-й степени с мечами и бантом (1904 год);
- Орден Святой Анны 3-й степени с мечами и бантом (1904 год);
- Орден Святой Анны 4-й степени с надписью «За храбрость» (1905 год);
- Орден Святого Станислава 2-й степени с мечами (1905 год);
- Орден Святой Анны 2-й степени с мечами (1905 год);
- Орден Святого Владимира 4-й степени с мечами и бантом (1905 год).
- Георгиевское оружие (ВП 5.5.1915 года).

Медали:
- Медаль «За поход в Китай 1900-1901 гг» (1902 год);
- Медаль «В память Русско-японской войны 1904-1905 гг» (1906 год);
- Медаль «В память 100-летия Отечественной войны 1812 г.» (1912 год);
- Медаль «В память 300-летия царствования дома Романовых» (1913 год);
- Нагрудный знак «Защитнику крепости Порт-Артур» (1914 год).